# Ephedra foeminea
Ephedra foeminea är en kärlväxtart som beskrevs av Peter Forsskål. Ephedra foeminea ingår i släktet efedraväxter, och familjen Ephedraceae. Inga underarter finns listade i Catalogue of Life.

## Bildgalleri

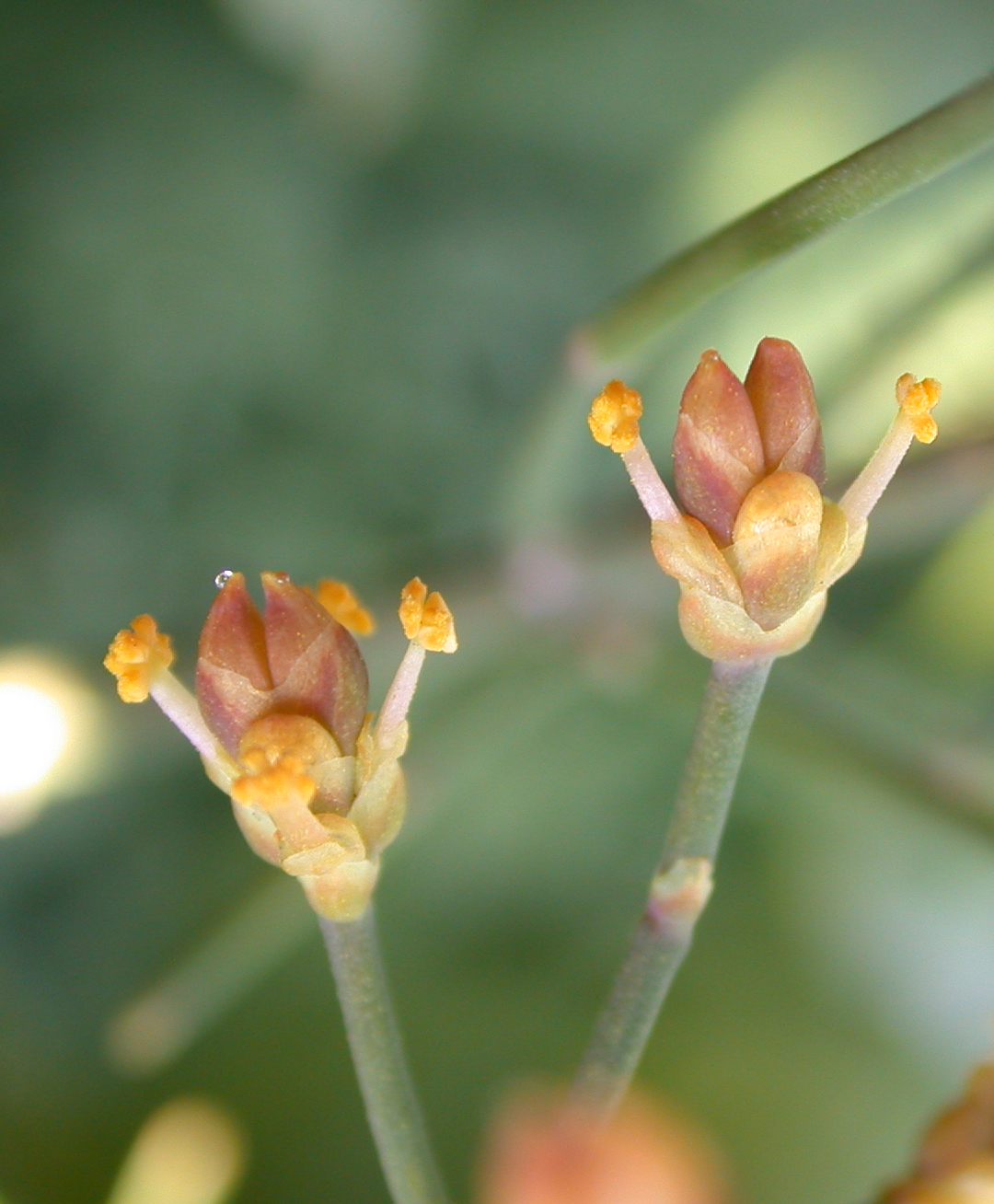
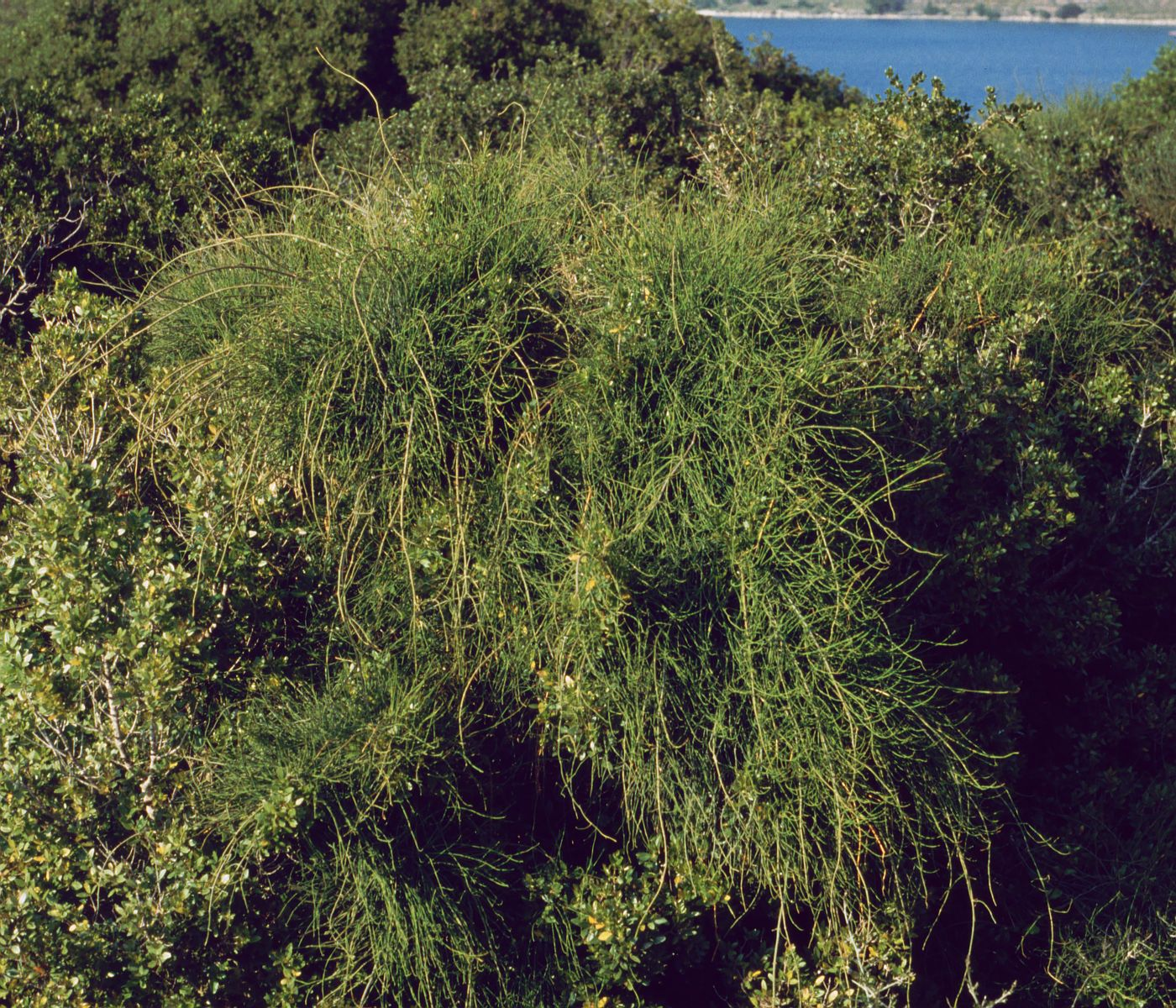